# Höhentraining

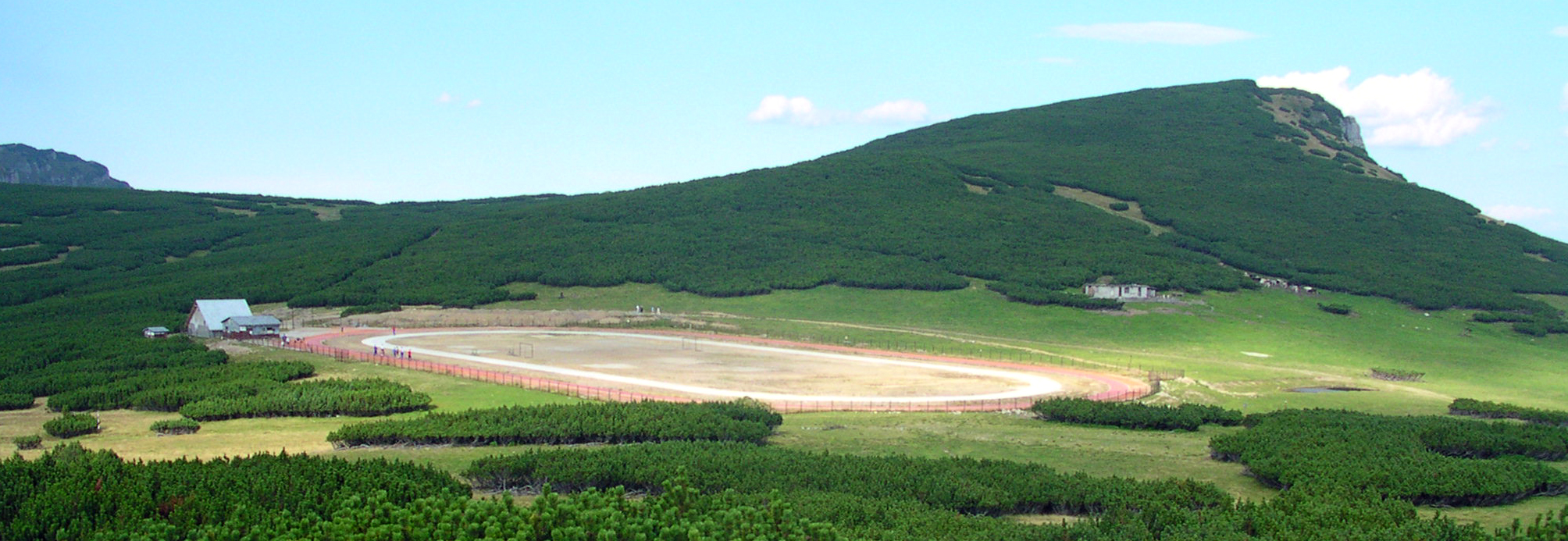
Höhentrainingszentrum Piatra Arsă im Bucegi-Gebirge/Rumänien

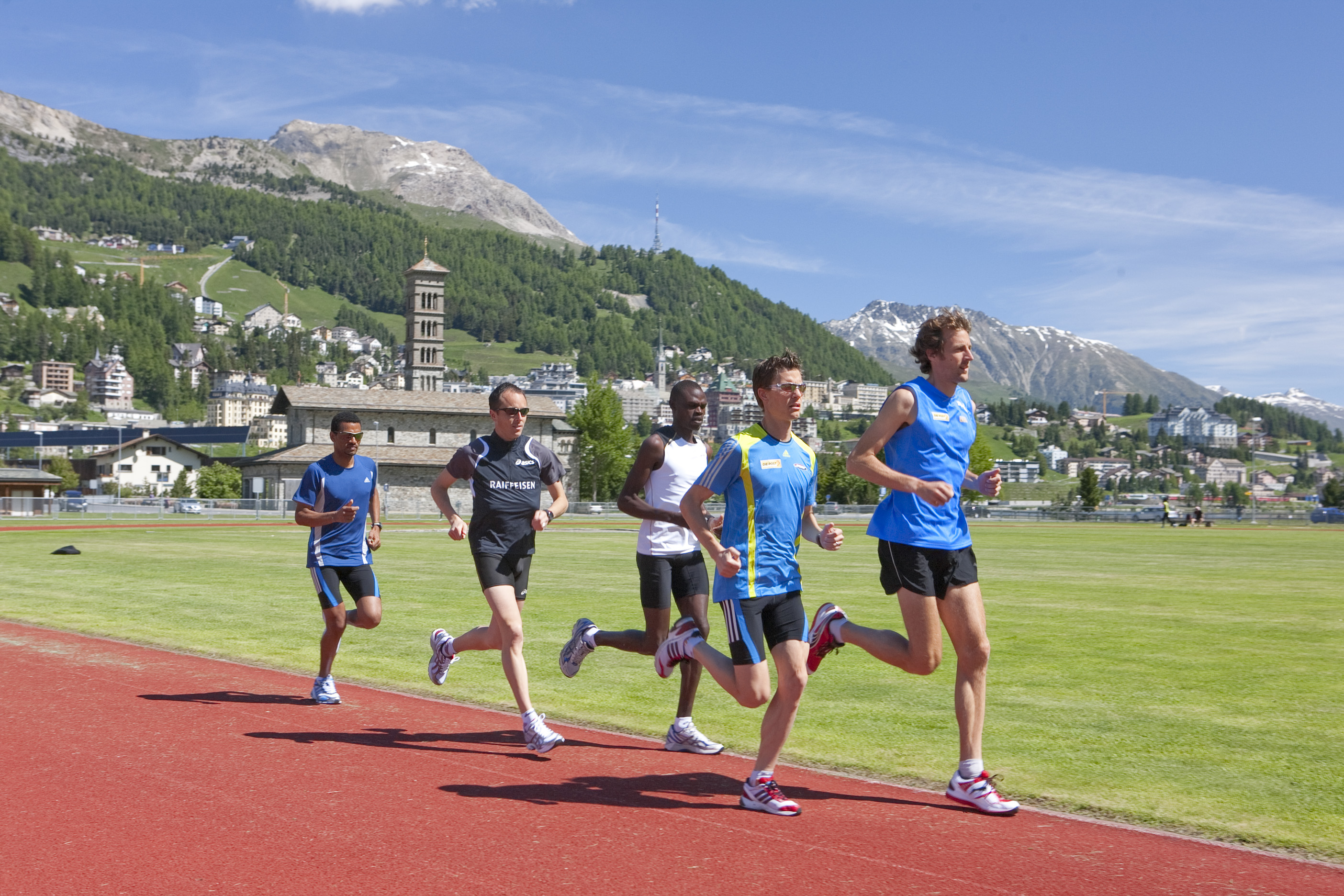
Höhentraining im Swiss Olympic Training Base in den Alpen in St. Moritz

Als Höhentraining bezeichnet man in der Trainingslehre im weitesten Sinne den Versuch, durch natürliche oder simulierte Seehöhe einen Trainingseffekt zu erzielen. Da die Akklimatisation an den Sauerstoffmangel (Hypoxie) aufgrund des in großer Höhe abnehmenden Luftdrucks der wichtigste Faktor bei dieser Trainingsform ist, spricht man häufig auch von Hypoxietraining. Eine Sonderform des Höhentrainings ist das Höhenanpassungstraining, das eine Leistungssteigerung in großer Höhe zum Ziel hat. Während die Wirksamkeit des Höhenanpassungstrainings insbesondere für Ausdauersportarten gut belegt ist, gilt die Sinnhaftigkeit von Höhentraining als Vorbereitung auf Leistungen im Flachland durchaus als umstritten.

## Geschichte

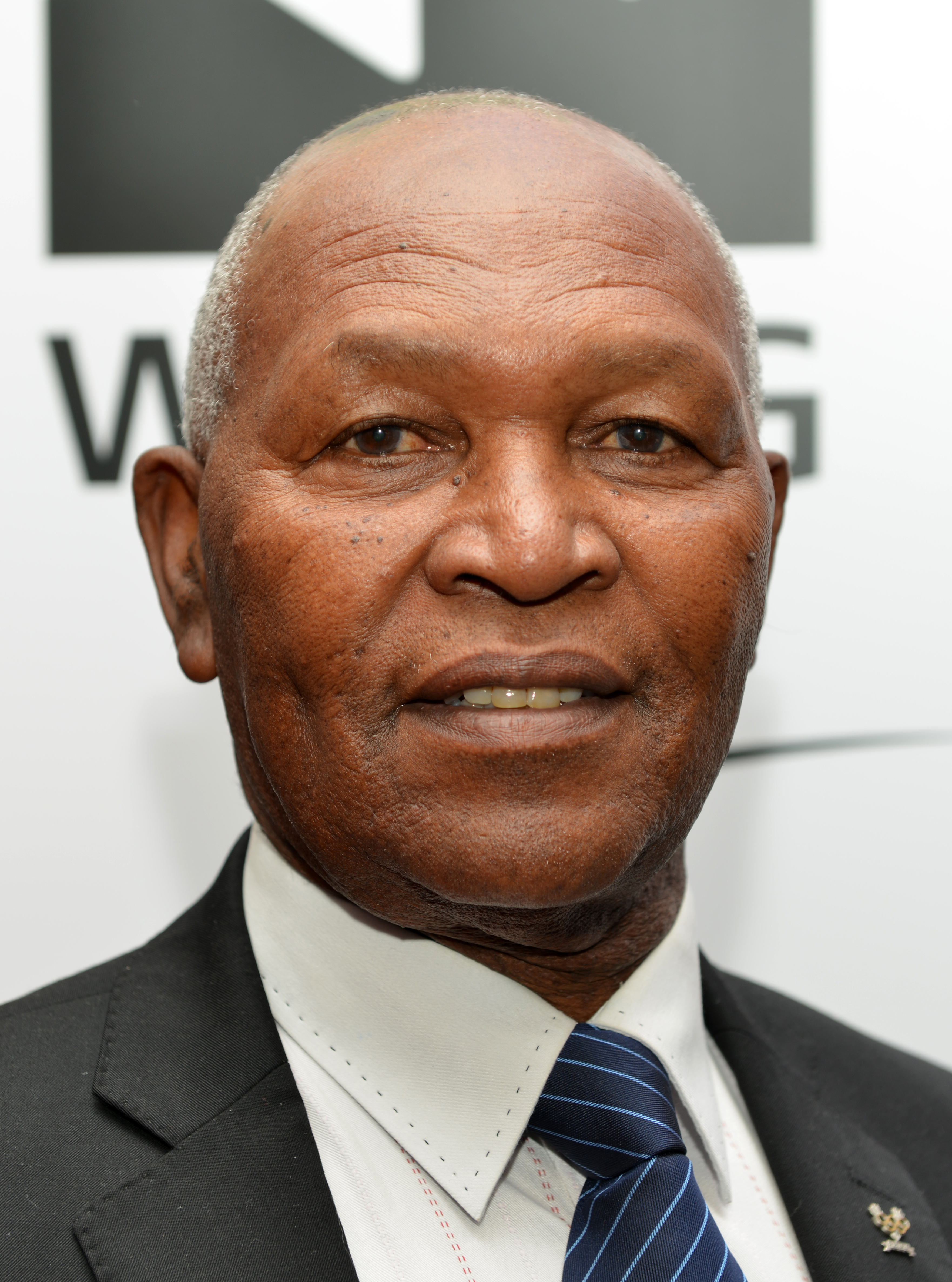
Kipchoge Keino gilt als Erfinder des Höhentrainings

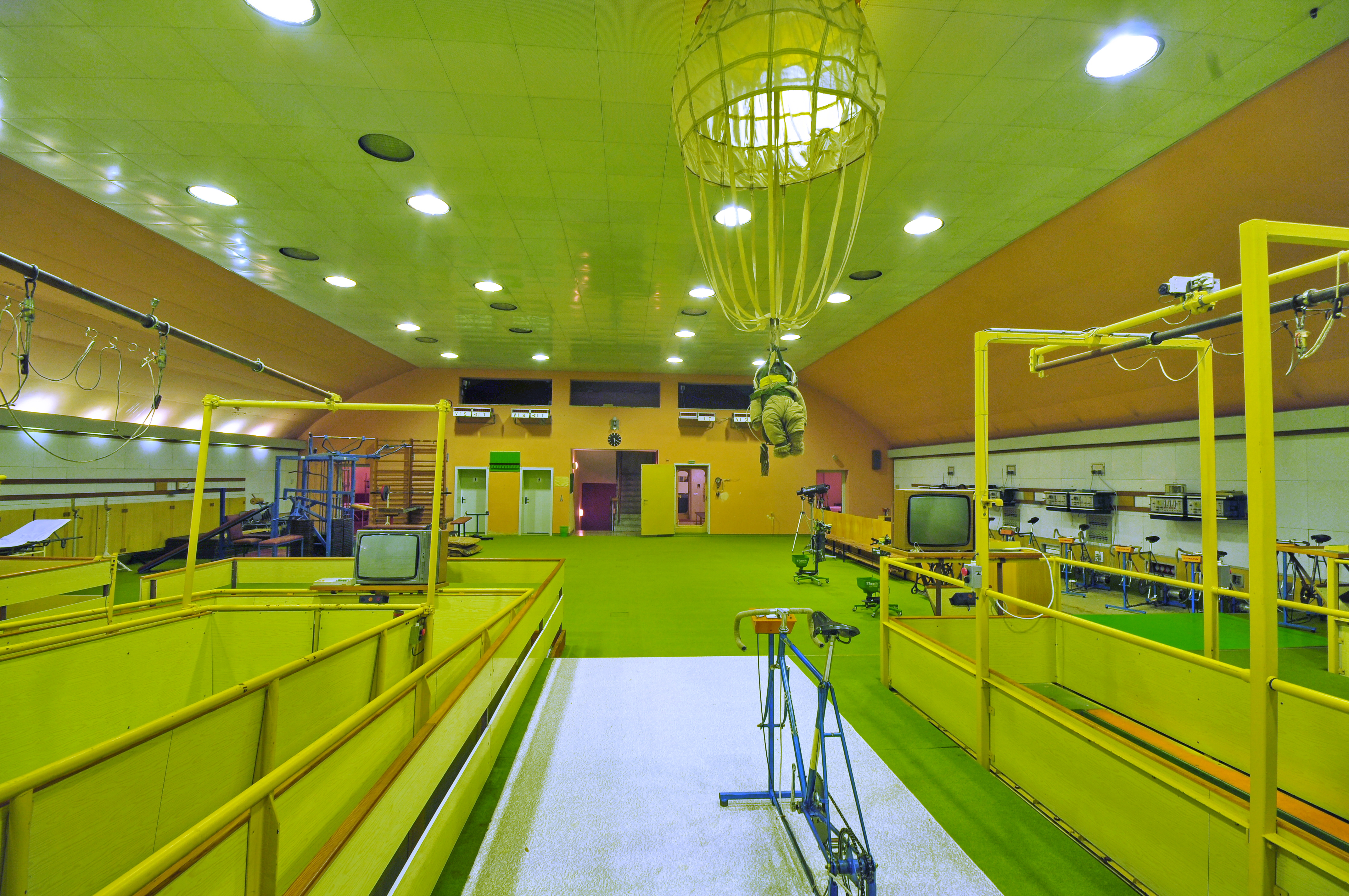
Unterdruckhalle im Bundesleistungszentrum Kienbaum; Höhentraining in der DDR mit Bedingungen wie 4000 m. ü. NN

Im Alpinismus, insbesondere im Höhenbergsteigen und in der Luftfahrtmedizin beschäftigte man sich hauptsächlich mit Leistungen in sehr großen Höhen.
Die Olympischen Sommerspiele 1968 in Mexiko-Stadt wurden auf einer Höhe von 2240 m ausgetragen. Die Vorbereitung auf diese Wettkämpfe gaben den Anstoß zu einer ersten systematischen Entwicklung von Methoden des Höhenanpassungstrainings als Vorbereitung für Leistungen in mittlerer Höhe. Die großen Erfolge von Langstreckenläufern aus den Hochländern Kenias und Äthiopiens auch in tiefen Höhenlagen führten zu einer Konzentration auf Höhentraining als Vorbereitung für Wettkämpfe im Flachland. Heute werden vielfach speziell ausgerüstete Höhentrainingszentren (meist in Höhen von ca. 2.000 m) verwendet. Zur Simulation höhenspezifischer Trainingseffekte in tiefen Lagen wurden Verfahren wie Höhenkammern und Training mit Atemmasken entwickelt.

## Einflüsse von Höhe auf sportliche Leistungen

Barometrische Höhenformel: Durchschnittlicher Luftdruck in Abhängigkeit von der Höhe

Die Bedingungen in großer Höhe unterscheiden sich durch mehrere Wirkfaktoren von denen in tiefen Lagen.
- Sauerstoffpartialdruck:  Die Barometrische Höhenformel beschreibt die Abnahme des Luftdrucks mit zunehmender Höhe über dem Meeresspiegel. Beispielsweise beträgt der Luftdruck auf Meereshöhe 1013 hPa und in 2500 Metern Höhe nur noch 740 hPa. Die Luftzusammensetzung und damit der Sauerstoffanteil sind (im für Höhentraining relevanten Bereich) auf verschiedenen Höhen weitgehend gleich, der Sauerstoffpartialdruck sinkt mit zunehmender Höhe entsprechend dem Luftdruck, sodass ein Kubikmeter Atemluft in der Höhe weniger Sauerstoff enthält als auf Meeresniveau. Der daraus resultierende Sauerstoffmangel kann in großer Höhe zu Höhenkrankheit und in extremen Fällen zum Tod führen.
- Luftwiderstand/Luftdichte: Die in der Höhe verringerte Luftdichte führt zu einem gesenkten Strömungswiderstand des Körpers in der Luft, was insbesondere bei Sportarten wie Wurfsport, Sprint, Radfahren oder Skifahren relevant ist, da hier hohe Geschwindigkeiten auftreten.
- Wasserdampfdruck der Luft:  Da in der Höhe der Wasserdampfdruck stark abnimmt, muss die Atemluft stärker befeuchtet werden, was insbesondere bei tiefer Umgebungstemperatur relevant ist. Dies führt zu austrocknenden Schleimhäuten und erhöhtem Flüssigkeitsbedarf. Wassermangel kann zur Blutverdickung führen, die mehrere Nachteile wie größere Belastung des Herzens, verschlechterte Sauerstoffversorgung des Gewebes, Neigung zu Thromben und Erfrierungsgefahr durch schlechtere Durchblutung peripherer Körperregionen mit sich bringt.
- Temperatur:  Meist nimmt in großer Höhe auch die Temperatur ab, die tageszeitlichen Temperaturschwankungen hingegen steigen.
- Strahlung:  Erhöhte Strahlung, unter anderem im ultravioletten Bereich, belastet den Körper.
- Reinheit der Luft:  Häufig ist in großer Höhe geringere Luftverschmutzung zu finden.
- Psychische Faktoren:  Die psychischen Faktoren wie die auf alle Sinne wirkenden unterschiedlichen Reize durch Landschaft, soziales Umfeld oder veränderte Lebensumstände in der Höhe sind noch wenig bekannt. Es gibt jedoch Hinweise, dass solche Umstände relevant sein könnten. Auch Belastungen durch Reisen, beispielsweise Entfernung von der Heimat und Jetlag, sind zu beachten.[1]

Infolge dieser Einflüsse sind wesentliche sportliche Parameter wie Ausdauer, Schnelligkeit (insbesondere Reaktionsschnelligkeit), motorisches Gleichgewicht und Bewegungskoordination schon bei kurzem Höhenaufenthalt beeinträchtigt, wobei jedoch stark unterschiedliche Reaktionsschwellen gelten. Maximalkraft und Kraftausdauer hingegen sind unter akuter Hypoxie kaum verändert, Auswirkungen zeigen sich erst nach längerem Sauerstoffmangel.
Bei verschiedenen Sportarten sind dies Unterschiede von unterschiedlichem Gewicht. Während bei Sportarten, wo kürzere, anaerobe Belastungen und hohe Geschwindigkeiten auftreten, wirkt sich die Höhe insgesamt positiv auf die Leistungen aus, während bei zunehmender Belastungsdauer positive Effekte wie der verminderte Luftwiderstand hinter die negativen Auswirkungen des Sauerstoffmangels zurücktreten. So wurden beispielsweise bei den Olympischen Spielen 1968 in Mexiko-Stadt nahezu alle Laufwettbewerbe unter zwei Minuten mit neuem Weltrekord gewonnen, bei allen längeren Strecken blieb man hingegen hinter den damaligen Weltrekorden zurück. Die Bandbreite lag dabei zwischen einer Verbesserung um 1 % (100-Meter-Lauf) und einer Verschlechterung um über 6 % (Marathonlauf).

## Effekte von Aufenthalt und Training in der Höhe
Bei nicht zu großer Höhe erfolgt eine Anpassung des Körpers an die höhenbedingte Hypoxie in erster Linie durch verstärkte Produktion roter Blutkörperchen (Erythropoese). Die Kapazität von Sauerstoffaufnahme und -transport wird dadurch erhöht, der Effekt ist daher mit dem von Blutdoping vergleichbar. Dieser Effekt tritt jedoch erst nach längerer Zeit (eine bis mehrere Wochen) auf, bis dahin überwiegt insbesondere in mittleren und großen Höhen eine Steigerung des Hämatokritwertes durch Abnahme des Wassergehaltes und damit des Volumens des Blutplasmas (Bluteindickung).
Außerdem kommt es zu Hyperventilation, Kreislaufaktivierung (erhöhter Herzfrequenz). Die Fähigkeit des Hämoglobins, Sauerstoff zu binden, ist reduziert, sodass dieser leichter ans Gewebe abgegeben werden kann. Auch auf Zellebene kommt es zu Anpassungen im aeroben und anaeroben Stoffwechsel der Muskelzellen. Die Hyperventilation hat Veränderungen im Säure-Basen-Haushalt zur Folge. Auch neurophysiologische Anpassungen wie erhöhte Reflexaktivität treten auf.
Diesen positiven Wirkungen stehen Auswirkungen der Höhe gegenüber, die nicht durch Akklimatisation kompensiert werden können, wie ein erhöhtes Atemminutenvolumen, eine Verminderung des maximalen Herzminutenvolumens und die Reduktion der Pufferkapazität des Blutes. Solche negativen Effekte können zu einer verminderten Trainingsintensität führen und den Trainingseffekt des Höhenaufenthalts reduzieren oder ganz zunichtemachen. Manche Autoren stehen dem Höhentraining daher allgemein kritisch gegenüber.

## Technische Möglichkeiten für Hypoxietraining

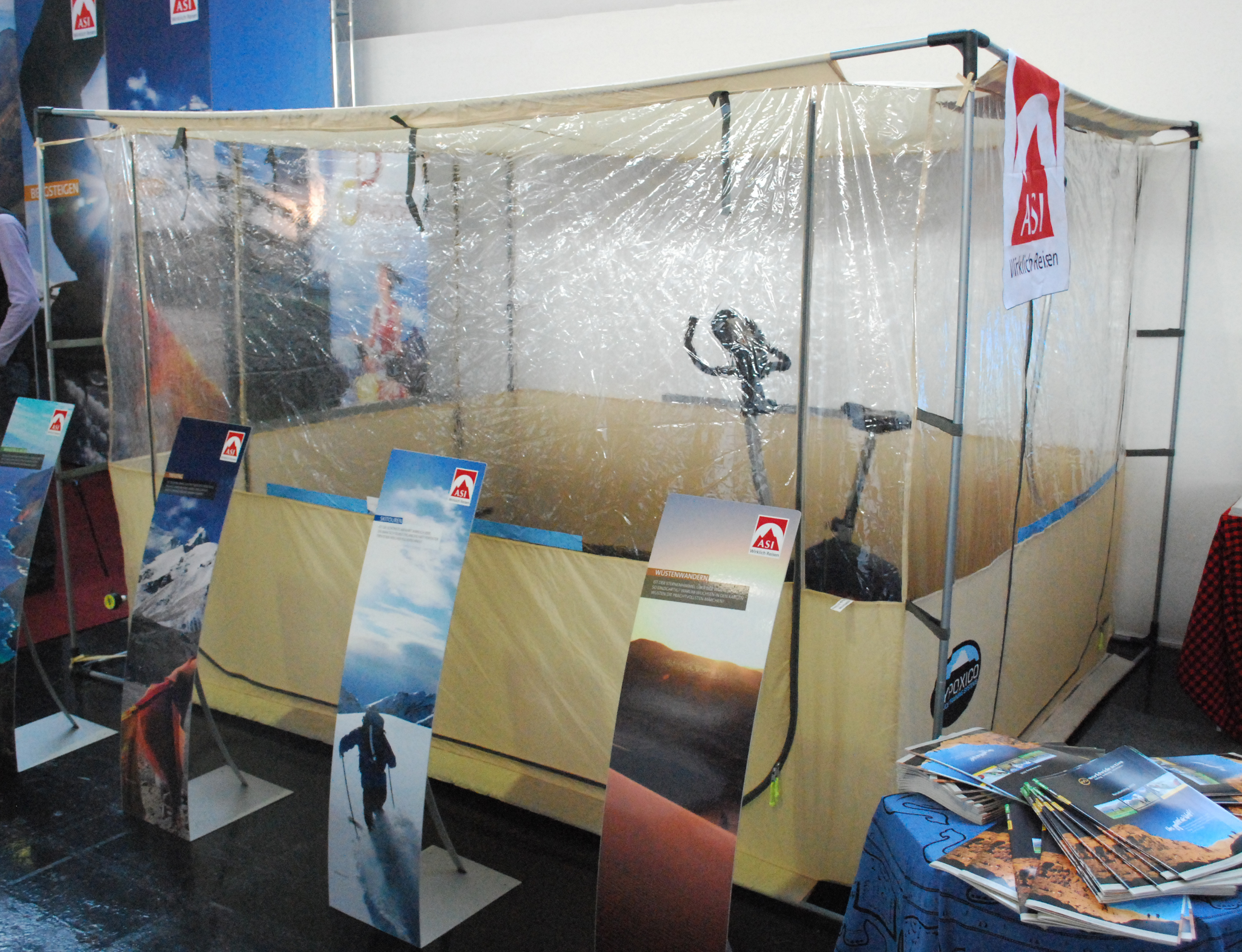
Höhenkammer mit Ergometer

Die bisherigen Effekte längerer Höhenaufenthalte beziehen sich auf den Aufenthalt in natürlicher Höhe mit ihren vielfältigen Auswirkungen. Um die wesentlichen erwünschten Effekte des Höhentrainings in einem leicht kontrollierbaren Rahmen erzielen zu können, wird heute vielfach versucht, die natürliche Höhe durch künstlich hergestellte Hypoxie zu ersetzen. Eine Möglichkeit hierzu sind Training bzw. Aufenthalt in Unterdruckkabinen („Barokammern“). Die Vorteile liegen in der stufenlosen schnellen Simulation verschiedener Höhen und Unabhängigkeit von Witterungseinflüssen, nachteilig ist etwa das häufig geringe Platzangebot (besonders bei längerem Aufenthalt auch verbunden mit psychischen Belastungen). Ähnliches gilt für Höhenkammern, die sich bei gleichbleibendem Luftdruck einer Veränderung der Luftzusammensetzung (Verringerung des Sauerstoffanteils) bedienen. Alternativ werden Atemmasken angeboten, bei denen die ausgeatmete Luft wieder eingeatmet wird und dadurch der Sauerstoffanteil sinkt. Ein Nachteil hierbei ist der steigende Kohlendioxidanteil in der Atemluft, der durch Reabsorption aufwändig wieder gesenkt werden muss. Außerdem ist der Sportler durch das Tragen der Maske in seiner Bewegungsfreiheit eingeschränkt und der Atemwiderstand erhöht.
|                           | natürliche Höhe               | Barokammertraining                      | Training mit Gasgemisch                                 | Atemmaskentraining                                      |
| ------------------------- | ----------------------------- | --------------------------------------- | ------------------------------------------------------- | ------------------------------------------------------- |
| Erzeugung                 | Höhenaufenthalt               | Training/Aufenthalt in Unterdruckkammer | Training/Aufenthalt in hypoxischem Gasgemisch           | hypoxisches Gasgemisch durch Atemmaske                  |
| Physikalisches Prinzip    | natürliche Luftdruckreduktion | künstliche Luftdruckreduktion           | künstliche Reduktion des Sauerstoffanteils der Atemluft | künstliche Reduktion des Sauerstoffanteils der Atemluft |
| Luftdruck                 | verringert                    | verringert                              | unverändert                                             | unverändert                                             |
| Sauerstoffpartialdruck    | verringert                    | verringert                              | verringert                                              | verringert                                              |
| Wasserdampfdruck          | verringert                    | verringert                              | verringert                                              | gleich/zunehmend                                        |
| Luftdichte/Luftwiderstand | verringert                    | verringert                              | unverändert                                             | unverändert                                             |
| Atemwiderstand            | verringert                    | verringert                              | unverändert/zunehmend                                   | vergrößert                                              |
| Gravitation               | unerheblich verringert        | unverändert                             | unverändert                                             | unverändert                                             |
| ultraviolette Strahlung   | vergrößert                    | unverändert                             | unverändert                                             | unverändert                                             |
| Tagestemperaturdifferenz  | vergrößert                    | unverändert                             | unverändert                                             | unverändert                                             |
| Wind                      | vergrößert                    | simuliert/nicht vorhanden               | simuliert/nicht vorhanden                               | unverändert                                             |
| Kohlendioxidpartialdruck  | verringert                    | verringert                              | unverändert                                             | vergrößert                                              |

## Durchführung

### Formen des Höhentrainings
Besonders beim Training in natürlicher Höhe wird meist nach dem Konzept Live High-Train High (LHTH) gearbeitet. Dies bedeutet, dass der Sportler eine gewisse Zeit in großer Höhe lebt und auch dort trainiert. Durch die leichtere Erreichbarkeit von Höhentrainingszentren und die Verfügbarkeit von Höhenkammern wurden in den letzten Jahren jedoch alternative Verfahren entwickelt, da so ein schneller Wechsel zwischen verschiedenen Höhenlagen möglich ist. Insbesondere das Konzept Live High-Train Low (LHTL) gilt heute als erfolgversprechend: Sportler, die in der Höhe leben und schlafen, aber auf Normalhöhe trainieren, verbinden die Vorteile der Höhenakklimatisation mit der Möglichkeit, in voller Intensität zu trainieren, was bei Training in der Höhe nicht möglich ist. Eine weitere Möglichkeit ist Living Low-Training High (LLTH), wobei der Sportler im Tiefland lebt, aber zum Training die Höhe aufsucht. Trainingskonzepte, bei denen sich Trainingsphasen in Hypoxie und unter Normalbedingungen abwechseln, werden als „Intermittierendes Höhentraining“ oder „Hypoxiegestütztes Training“ bezeichnet und sollen die Vorteile des Trainings in Höhen- und Tallagen verbinden.
Welche dieser Methoden am besten als Trainingsmethode geeignet ist, kann stark von der fraglichen Sportart, aber auch vom jeweiligen Sportler abhängen, da Unterschiede in der individuellen Eignung für Höhentraining vermutet werden.

### Wahl der Höhenstufe
| Höhe                 | Anpassung                |
| -------------------- | ------------------------ |
| Meereshöhe – 2.000 m | problemlos               |
| 2.000 m              | Reaktionsschwelle        |
| 2.000 m – 3.000 m    | volle Kompensation       |
| 3.000 m – 4.000 m    | Störungsschwelle         |
| 4.000 m – 6.000 m    | ungenügende Kompensation |
| ca. 6.000 m          | kritische Schwelle       |
| 6.000 m – 8.000 m    | kritische Zone           |
| ca. 8.000 m          | Todesschwelle            |

Da über ca. 4.000 m Höhe eine Akklimatisation nur noch ungenügend erfolgt und für ein sinnvolles Höhentraining ein gewisser Spielraum für die beim Training auftretenden Belastungen notwendig ist, werden größere Höhen im Wettkampfsportbereich kaum verwendet. Ansonsten tritt als negativer Nebeneffekt eine zu starke Verringerung der Trainingsintensität auf. Meist wird auf wesentlich niedrigerer Höhe trainiert, häufig im Bereich zwischen 1.900 m und 2.500 m. Im Alpinismus, insbesondere im Höhenbergsteigen, kann hingegen Akklimatisation auf wesentlich größeren Höhen sinnvoll und notwendig sein, da hier üblicherweise geringere Belastungsintensitäten auftreten und eine Akklimatisation an Höhen notwendig ist, die im Wettkampfsport nie auftreten.
Bei der Wahl der richtigen Höhe werden auch individuelle Eigenschaften des Sportlers wie z. B. seine bisherige Hypoxieerfahrung berücksichtigt.

### Häufigkeit und Dauer
Meist werden für sinnvolles Höhentraining Aufenthalte von mehreren Wochen empfohlen. Häufig werden Wiederholungen des Hypoxietrainings als günstig betrachtet, es wird jedoch auch vermutet, dass allzu häufige Höhenaufenthalte kontraproduktiv sein könnten. Die Wahl des richtigen Zeitpunkts für Hypoxietrainingsphasen ist ebenfalls wichtig.

### Trainingsintensität
Häufig ist in Höhenlagen ein Training mit gleicher Intensität nur schwer möglich. Meist wird daher empfohlen, die Belastung erst nach einer mehrtägigen Akklimatisationsphase auf das gewohnte Maß zu steigern.

### Lokale Hypoxie
Aus Japan stammt die Möglichkeit, durch eine Manschette die Blutzufuhr eines trainierenden Muskels zu begrenzen und so ein lokales anaerobes Training als Hypoxietraining durchzuführen. Dieses KAATSU-Training (jap. Abkürzung für Widerstandstraining kombiniert mit Blutfluss-Beeinträchtigung) verbessert lokal die Widerstandsfähigkeit, ohne die Gesamtleistung des Körpers zu verändern.